# Josep Miret i Musté
Pour les articles homonymes, voir Miret i Musté (homonymie).
Josep Miret i Musté, né à Barcelone en 1907 et mort au camp de concentration de Mauthausen en Autriche en 1944, est un homme politique et résistant communiste catalan.

## Biographie
Issu d'une famille pauvre, Josep Miret i Musté étudie à l'École Élémentaire du Travail, où il apprend le métier de serrurier. Il est rugbyman et joue dans la section de rugby du FC Barcelone.
Adhérent à l'Union socialiste de Catalogne (USC), il devient le secrétaire de la section jeunesse. Il participe à la lutte armée qui débouche sur le triomphe antifasciste du 19 juillet 1936 à Barcelone. Deux jours plus tard, le USC intègre le Parti socialiste unifié de Catalogne (PSUC). À partir du 22 juillet 1936, Josep Miret fait partie de la direction du PSUC.
En 1937, il est nommé ministre du gouvernement de la Generalitat de Catalogne, poste qu'il laisse pour s'enrôler dans l'armée populaire où il obtient en 1938 le grade de commandant.
Après la victoire franquiste dans la guerre civile espagnole, il s'installe à Paris, comme dirigeant du PSUC en exil et participe à la Résistance française contre les nazis dont il est l'un des dirigeants.
Son frère, Conrad Miret i Musté, est l'un des dirigeants de la Main-d'œuvre immigrée (MOI) sous le pseudonyme de Lucien. Il meurt sous la torture en 1942 à la prison de la Santé.
Josep Miret est arrêté par la police française le 22 novembre 1942, emprisonné à Fresnes où il est torturé. Livré aux Allemands, il est déporté le 27 août 1943 au camp de concentration de Mauthausen. Il fait partie de la résistance interne dans les Kommandos de Schwechat et de Florindorf. Il meurt assassiné par les nazis le 17 novembre 1944, après avoir été blessé pendant un bombardement allié.